# Dover (Delaware)
Dover es la capital y segunda ciudad más grande del estado de Delaware, Estados Unidos. En el censo del año 2000, tenía una población de 32135 habs. Está localizado en el condado de Kent, localizado este a su vez en la península de Delmarva. La ciudad de Dover está situada geográficamente en el centro del estado de Delaware.

## Historia
Dover fue fundada en 1683 por William Penn. Su misión de exploración y asentamiento fue encargada por el rey Carlos II de Inglaterra. En 1717, se nombró a Dover la ciudad donde tenían que establecerse las tropas de Delaware, esto hizo que en Dover existan numerosas historias y sucesos patrióticos reseñables. En esta ciudad se encuentra el Salón Legislativo de Delaware, que alberga la Corte Suprema de Delaware y el Palacio de Justicia del Condado de Kent.
Dover fue la cuna de Caesar Rodney, un enigmático personaje de la Revolución Americana. Hay una estatua en el cementerio de la ciudad en su honor.
En tiempos coloniales antes del fin de la Guerra de Secesión, Delaware era un estado esclavista, prácticas ejercidas sobre todo en el sur del estado. Durante la guerra civil americana, Delaware fue un estado fronterizo o limítrofe durante la guerra, y aunque formaba parte del bando de la Unión, no tomó partido por ningún bando ni luchó contra los Estados Confederados. La ciudad y su estación de ferrocarril se convertiría en punto de partida para los soldados destinados a las guarniciones de la Unión en los frentes de Pensilvania y Nueva Jersey.

## Geografía
Dover está localizado en el paralelo 39º9´43" Norte y en el 75º31´36" Oeste, (39.161921, -75.526755).
De acuerdo con la Agencia de Censo Geográfico de los Estados Unidos, la ciudad tiene un área total de 58,8 km², de los cuales 58 km² son tierra firme y los 0,8 km² restantes son agua, que equivale al 1,32% de la superficie total de Dover.

### Clima
| Parámetros climáticos promedio de Dover, Delaware (1991−2020 normales, extremos 1893–presente) | Parámetros climáticos promedio de Dover, Delaware (1991−2020 normales, extremos 1893–presente) | Parámetros climáticos promedio de Dover, Delaware (1991−2020 normales, extremos 1893–presente) | Parámetros climáticos promedio de Dover, Delaware (1991−2020 normales, extremos 1893–presente) | Parámetros climáticos promedio de Dover, Delaware (1991−2020 normales, extremos 1893–presente) | Parámetros climáticos promedio de Dover, Delaware (1991−2020 normales, extremos 1893–presente) | Parámetros climáticos promedio de Dover, Delaware (1991−2020 normales, extremos 1893–presente) | Parámetros climáticos promedio de Dover, Delaware (1991−2020 normales, extremos 1893–presente) | Parámetros climáticos promedio de Dover, Delaware (1991−2020 normales, extremos 1893–presente) | Parámetros climáticos promedio de Dover, Delaware (1991−2020 normales, extremos 1893–presente) | Parámetros climáticos promedio de Dover, Delaware (1991−2020 normales, extremos 1893–presente) | Parámetros climáticos promedio de Dover, Delaware (1991−2020 normales, extremos 1893–presente) | Parámetros climáticos promedio de Dover, Delaware (1991−2020 normales, extremos 1893–presente) | Parámetros climáticos promedio de Dover, Delaware (1991−2020 normales, extremos 1893–presente) |
| Mes                                                                                            | Ene.                                                                                           | Feb.                                                                                           | Mar.                                                                                           | Abr.                                                                                           | May.                                                                                           | Jun.                                                                                           | Jul.                                                                                           | Ago.                                                                                           | Sep.                                                                                           | Oct.                                                                                           | Nov.                                                                                           | Dic.                                                                                           | Anual                                                                                          |
| ---------------------------------------------------------------------------------------------- | ---------------------------------------------------------------------------------------------- | ---------------------------------------------------------------------------------------------- | ---------------------------------------------------------------------------------------------- | ---------------------------------------------------------------------------------------------- | ---------------------------------------------------------------------------------------------- | ---------------------------------------------------------------------------------------------- | ---------------------------------------------------------------------------------------------- | ---------------------------------------------------------------------------------------------- | ---------------------------------------------------------------------------------------------- | ---------------------------------------------------------------------------------------------- | ---------------------------------------------------------------------------------------------- | ---------------------------------------------------------------------------------------------- | ---------------------------------------------------------------------------------------------- |
| Temp. máx. abs. (°C)                                                                           | 25                                                                                             | 26.7                                                                                           | 31.1                                                                                           | 36.1                                                                                           | 36.7                                                                                           | 38.3                                                                                           | 40                                                                                             | 38.9                                                                                           | 37.2                                                                                           | 35                                                                                             | 29.4                                                                                           | 23.9                                                                                           | 40                                                                                             |
| Temp. máx. media (°C)                                                                          | 6.9                                                                                            | 8.6                                                                                            | 12.5                                                                                           | 18.9                                                                                           | 23.6                                                                                           | 28.2                                                                                           | 30.5                                                                                           | 29.5                                                                                           | 26.2                                                                                           | 20.5                                                                                           | 14.4                                                                                           | 9.2                                                                                            | 19.1                                                                                           |
| Temp. media (°C)                                                                               | 2.2                                                                                            | 3.4                                                                                            | 7.2                                                                                            | 13.1                                                                                           | 18                                                                                             | 22.9                                                                                           | 25.5                                                                                           | 24.6                                                                                           | 21.2                                                                                           | 15.1                                                                                           | 9.3                                                                                            | 4.6                                                                                            | 13.9                                                                                           |
| Temp. mín. media (°C)                                                                          | -2.4                                                                                           | -1.7                                                                                           | 1.9                                                                                            | 7.2                                                                                            | 12.4                                                                                           | 17.7                                                                                           | 20.6                                                                                           | 19.6                                                                                           | 16.1                                                                                           | 9.7                                                                                            | 4.1                                                                                            | 0.1                                                                                            | 8.8                                                                                            |
| Temp. mín. abs. (°C)                                                                           | -21.7                                                                                          | -23.9                                                                                          | -13.9                                                                                          | -10                                                                                            | -2.2                                                                                           | 5                                                                                              | 7.2                                                                                            | 1.7                                                                                            | -1.1                                                                                           | -3.9                                                                                           | -11.7                                                                                          | -19.4                                                                                          | -23.9                                                                                          |
| Precipitación total (mm)                                                                       | 87.1                                                                                           | 78.2                                                                                           | 106.9                                                                                          | 94.5                                                                                           | 98.8                                                                                           | 115.8                                                                                          | 105.2                                                                                          | 125                                                                                            | 108                                                                                            | 103.1                                                                                          | 85.3                                                                                           | 101.3                                                                                          | 1209.3                                                                                         |
| Nevadas (cm)                                                                                   | 10.4                                                                                           | 15                                                                                             | 1.5                                                                                            | 0                                                                                              | 0                                                                                              | 0                                                                                              | 0                                                                                              | 0                                                                                              | 0                                                                                              | 0                                                                                              | 0                                                                                              | 6.6                                                                                            | 33.5                                                                                           |
| Días de precipitaciones (≥ 0.2 mm)                                                             | 9.7                                                                                            | 9.2                                                                                            | 9.8                                                                                            | 10.3                                                                                           | 10.5                                                                                           | 9.2                                                                                            | 9.0                                                                                            | 8.2                                                                                            | 8.2                                                                                            | 8.0                                                                                            | 7.4                                                                                            | 10.2                                                                                           | 109.7                                                                                          |
| Días de nevadas (≥ 0.2 cm)                                                                     | 1.8                                                                                            | 1.9                                                                                            | 0.4                                                                                            | 0.0                                                                                            | 0.0                                                                                            | 0.0                                                                                            | 0.0                                                                                            | 0.0                                                                                            | 0.0                                                                                            | 0.0                                                                                            | 0.0                                                                                            | 0.8                                                                                            | 4.9                                                                                            |
| Fuente: NOAA                                                                                   |                                                                                                |                                                                                                |                                                                                                |                                                                                                |                                                                                                |                                                                                                |                                                                                                |                                                                                                |                                                                                                |                                                                                                |                                                                                                |                                                                                                |                                                                                                |

## Demografía
Según el censo del año 2000, en Dover habitan 32.135 personas, hay 12.340 casas y 7.502 familias residentes en la ciudad. La densidad de población es de 554.1/km². Hay 13.195 casas, con una densidad de 227,5/km². La configuración racial de la ciudad es variada, ya que el 54,94% son blancos, el 37,22% son afroamericanos, 4,13% son latinos, el 3,16% son asiáticos y el 1,57% restante pertenece a otras etnias.
El 23,5% de la población tienen menos de 18 años, de los 18 a los 64 se presenta el 63,1% de la población y 13,3% las personas mayores de 65 años.

## Economía
El mayor patrón de Delaware lo es también de Dover — el gobierno estatal. Una gran parte, pero no toda, de la burocracia del estado está localizada en y alrededor de Dover. Sin embargo, como otros estados americanos, la capital de Delaware no es su ciudad más grande. Wilmington, en la parte norte del estado es su mayor ciudad, y tiene muchas oficinas estatales y empleados que uno esperaría normalmente encontrar en la capital estatal, incluso la oficina central de la Oficina del Ministro de Justicia.
Dover es una de las áreas de mayor crecimiento en el estado de Delaware, debido en gran parte al relativamente bajo coste de la vida. Como consecuencia, el gobierno del Condado de Kent es también uno de los principales empleadores del área. Aparte de los gobiernos del estado y del condado, los generadores de empleo más significativos de Dover incluyen la Base de la Fuerza Aérea de Dover, localizada en las afueras de la ciudad. En la base se alojan dos alas de transporte aéreo, así como el único cementerio de militares estadounidenses localizado en los Estados Unidos continentales, que aceptan los cuerpos de soldados muertos en batalla. Además, la corporación Playtex (ropa interior femenina), General Mills (alimentación: "Yoplait", "El Gigante Verde"...) y Procter & Gamble tienen instalaciones industriales en Dover. El ILC Dover, en la cercana ciudad de Frederica, es el productor de productos para usos militares y aeroespaciales, junto con ser el principal contratista para la producción de trajes espaciales del proyecto Apolo y Skylab, así como el ensamblaje de trajes espaciales de la Unidad de Movilidad Extravehicular del Space Shuttle.
Dos fines de semana al año, la carrera de automóviles NASCAR se celebra en la Pista de Carreras Internacional de Dover, atrayendo a más de 100.000 espectadores e invitados, convirtiendo temporalmente a Dover en la ciudad más grande del estado. Estas carreras contribuyen con millones de dólares a la economía de Dover.

## Educación
Dover es la sede de la Delaware State University, y el Wesley College. Es también sede del Terry Campus of the Delaware Technical & Community College y de las oficinas administrativas del Colegio. Dover también tiene localizaciones secundarias de la Universidad de Delaware y del Wilmington College.
Dos escuelas secundarias públicas sirven a los residentes de Dover. La Escuela Secundaria Caesar Rodney, en el distrito escolar de Caesar Rodney (localizada a las afueras de la ciudad, en Camden-Wyoming); y la Escuela Secundaria de Dover.
La Escuela Media de la Base de la Fuerza Aérea de Dover está localizada dentro del local de la Base. Esta escuela es inusual en el sentido de que no está dirigida por el Ministerio de defensa, sino por el distrito escolar Caesar Rodney.

## Cultura
La antigua Casa de la Ópera de Dover, construida en 1904, fue renovada recientemente y se convirtió en el Centro Schwartz para las Artes, que recibe interpretaciones por la Orquesta de Sinfónica de Dover, ballet, y películas clásicas.
La Biblioteca Estatal de Delaware, el Museo Estatal de Delaware, y los Archivos del Estado de Delaware están situados en el centro de la ciudad y están abiertos al público para la investigación y consulta.
En el distrito histórico de Dover se encuentra el Museo Sewell C. Biggs de Arte Americana, que contiene colecciones desde la época Colonial hasta la actualidad.